# 柴山兼四郎
柴山 兼四郎（しばやま けんしろう、1889年5月1日 - 1956年1月23日）は、日本の陸軍軍人。最終階級は陸軍中将。

## 経歴
茨城県出身。柴山定次郎の三男として生まれる。茨城県立下妻中学校を卒業し、拓殖大学中退を経て、1912年（明治45年）5月、陸軍士官学校（24期）を卒業。同年12月、輜重兵少尉に任官し輜重兵第14大隊付となる。1922年（大正11年）11月、陸軍大学校（34期）を卒業した。
1923年（大正12年）6月、輜重兵第14大隊中隊長となり、参謀本部付勤務、参謀本部員、参謀本部付（支那研究員）、参謀本部員などを経て、1928年（昭和3年）11月、張学良顧問補佐官に就任した。1931年（昭和6年）11月、参謀本部員となり、支那公使館付武官補佐官（北平）、参謀本部付（欧米出張）、輜重兵第18大隊長などを歴任し、1936年（昭和11年）3月、輜重兵大佐に昇進、弘前の輜重兵第8連隊長に着任する。
1937年（昭和12年）3月、当時陸軍次官であった梅津美治郎の強い希望で陸軍省軍務局軍務課長となり、日中戦争の不拡大方針に尽力する。天津特務機関長を経て、1939年（昭和14年）3月、陸軍少将に進級。同年8月、中支那派遣軍司令部付となり、第11軍司令部付（漢口特務機関長）、輜重兵監部付、陸軍輜重兵学校長などを歴任し、1941年（昭和16年）10月、陸軍中将に進み輜重兵監に就任。
1942年（昭和17年）4月、第26師団長に親補された。南京政府最高軍事顧問を経て、1944年（昭和19年）8月から翌年7月まで陸軍次官を務めた。
1944年9月5日、陸海技術運用委員会が設置され、柴山は海軍次官とともに委員長を務めた。特殊奇襲兵器開発のために陸海民の科学技術の一体化が図られた。
1945年（昭和20年）5月、大本営兵站総監を兼務。同年7月、予備役に編入された。1948年（昭和23年）1月31日、公職追放仮指定を受け、同年5月、戦犯容疑により拘留され、同年11月、禁錮7年の判決を受け、1951年（昭和26年）8月、仮釈放された。
1953年（昭和28年）4月第3回参議院議員通常選挙に全国区（無所属）から立候補したが落選。同年8月、軍人恩給全国連合会会長に就任した。

## 栄典
位階
- 1913年（大正2年）2月20日 - 正八位[3]

外国勲章佩用允許
- 1943年（昭和18年）12月10日 - 中華民国：特級同光勲章[4]

## 親族
- 長男 柴山秀夫（陸軍少佐）
- 義兄 遠山登（陸軍中将）